# Joan de Laurino
Joan de Laurino (vers 898- ?) fou un efímer nominal marquès de Toscana i comte de Lucca, fill de Lambert de Toscana. Fou conegut com de Laurino per haver nascut en aquesta població.
Quan el seu pare Lambert fou cegat i apartat del poder li corresponia el tron de Toscana, però en fou apartat pel rei Hug d'Arle que va donar el marquesat al seu propi germà Bosó d'Arle. Es va casar després del 930 amb Gaitelgrima di Teano (nascuda vers 920/930 a Teano). El fill comú, Joan II, nascut vers 940, fou príncep de Salern (983-994).